# Moe Szyslak
Maurice « Moe » Szyslak est un personnage de fiction apparaissant dans Les Simpson. Il est le propriétaire de la Taverne de Moe, le bar fréquenté par Homer Simpson, Barney Gumble, Lenny et Carl et bien d'autres piliers de bar. 
Son vrai prénom serait Morris. Il est néerlandais, il est gaucher, et a un visa pour résider aux États-Unis. Il pourrait être le fils du Yeti ainsi, dans l'épisode 12 de la saison 23, on découvre le yéti donnant le morceau de tissu narrateur de l'épisode à Moe alors bébé en le présentant comme le fils du premier. Enfant, il fut l'un des Chenapans (Little Rascals connu en France sous le titre "les petites canailles") puis, plus tard, boxeur. De plus, même si on ne sait pas pour quelle raison exacte, il a aussi fait une école de coiffure mais s'en est fait exclure car il faisait des bêtises avec ses potes. Homer connaissant le passé de Moe, grâce aux dossiers de la police, l'a surnommé « Moeviette » lors d'un épisode. Dans l'épisode Le Gay Pied, on peut y voir la carte d'invitation à l'inauguration de la taverne ainsi intitulée Meaux's Tavern Grand Opening.
Moe est un éternel célibataire, il éprouve une attirance secrète pour Marge, et a des tendances suicidaires. Dans la saison 20, il est sorti avec une femme naine, une liaison qui sera de courte durée. Lors d'un épisode, on l'a vu arborant à l'oreille un anneau de contrebandier de pandas, dans d'autres, c'était un anneau de tueur de baleines de contrebande. Il a également eu une relation avec Edna Krapabelle quand elle est arrivée pour la première fois à Springfield.
Un jour son bar fut très branché grâce à une boisson spéciale, le Flaming Moe (le Flambé à la Moe dans la version québécoise), dont l'ingrédient secret n'était rien d'autre que le sirop pour la toux de Krusty le Clown. Cela a fait sa fortune et sa notoriété jusqu'au jour où Homer Simpson, le véritable inventeur de ce breuvage, a révélé la teneur de cet ingrédient mystère ouvrant ainsi la porte à la concurrence.
Moe est très souvent victime de canulars téléphoniques de la part de Bart Simpson.
Dans l'épisode de la saison 4 La Plus Belle du quartier, Bart Simpson appelle Moe pour lui révéler qu'il est l'auteur des canulars afin de faire tuer Jimbo Jones. Moe accourt avec un couteau mais prend pitié devant Jimbo qui l'implore.
Moe est un personnage assez violent. En effet, après avoir voulu tuer Jimbo Jones, on se rend compte au fil des épisodes que Moe est très impulsif, notamment lors des rassemblements de foules.
Dans le dernier épisode de la saison 23, Lisa devient Gaga, il meurt (apparemment) écrasé par un train après avoir couru derrière celui de Lady Gaga. Il revient finalement dans la saison 24 ayant inexplicablement survécu. Dans la série, certains personnages come Maud Flanders et Mona Simpson sont mortes pour de bon, alors que Gros Tony et Nick Riviera sont également revenus après leur mort, comme si de rien n'était.  
L'épisode 16 de la Saison 29, Punaise !, révèle enfin l'histoire de Moe et montre sa famille. Le père de Moe s'appelle Morty et vit encore, de plus Moe a un frère et une sœur. La famille de Moe travaille dans la vente de matelas, ayant une franchise avec plusieurs magasins à Springfield, la clé du succès était que le père de Moe a continué à infester toutes les entreprises rivales avec des termites, faisant de son entreprise la seule fiable. Lorsque Morty demande à un jeune Moe d'infester une entreprise rivale, Moe refuse, puis la famille de l'entreprise ,que  Moe refuse d'infester, infeste un des magasins de matelas du père de Moe, et par conséquent le père de Moe cesse de lui parler. Des décennies plus tard, Moe et son père se reconnectent dans l'épisode.

## Anecdotes
- Il semblerait, selon l'épisode Bart enfant modèle, que Moe soit d'origine italienne même s'il affirme être d'origine hollandaise. Dans l'épisode Lisa Goes Gaga, il dit être à moitié arménien.
- Tous les Noëls, Moe fait une traditionnelle tentative de suicide, qui échoue à chaque fois[5].
- Il a gagné 500 000 $ en participant à l'émission Moi, j'en veux !, la version des Simpson de l'émission Qui veut gagner des millions ?, au début de l'épisode La Vengeance du clown.
- Dans les épisodes des 4 premières saisons, Moe a les cheveux noir et fin. Ce n'est qu'après qu'il a les cheveux gris et frisé.
- Il serait fétichiste des pieds et de la chaussure.
- Il fait partie de la secte des Adorateurs de Serpents.
- Il fait partie de la Confrérie des tailleurs de pierres.
- Dans l'épisode Homer fait son Smithers, Monsieur Burns cherche à joindre Smithers au téléphone en tapant le nom de ce dernier et tombe finalement au bar de Moe, on peut en déduire que son numéro de téléphone est le 76484377.
- Il a son homologue à Shelbyville : un patron de bar (vu dans Le Citron de la discorde) adossé à son entrée...C'est un sosie de Moe, mais il porte les cheveux longs en catogan.
- On voit Moe enfant dans Ma plus belle histoire d'amour, c'est toi : il essaie de s'imposer aux petits nouveaux (Homer, Carl et Lenny)  du "Camp d'été See-a-tree pour enfants défavorisés" en prétendant qu'il est moniteur. En fait, explique le véritable moniteur, Moe a été laissé au camp deux ans auparavant par ses parents, qui n'ont jamais donné signe de vie par la suite. Moe vit donc au camp, et dort sous un canoë retourné... Il dit être conscient que sa laideur lui enlève toute chance de plaire aux fillettes riches du camp "Land-a-man", situé de l'autre côté du lac...
- Dans l'épisode "L'Héritier de Burns", on voit Moe parler à son miroir comme Robert De Niro dans Taxi Driver ("You Talking To Me?").
- Moe est le fils d'un yéti vivant en haut de l'Everest (vu dans Ne mélangez pas les torchons et les essuie-bars).
- Moe aurait un enfant qui lui ressemble énormément et que tout le monde surnomme "le loupiot de Moe Szyslak"[6]. Toutefois dans la version originale, il est appelé "Little Moe Szyslak" qu'on pourrait traduire par "Mini Moe Szyslak", et ne comprend pas pourquoi on l'appelle ainsi, ce qui semble vouloir dire qu'il ne connait pas Moe. Il semble plus plausible que, s'il existe un lien de parenté, il soit assez éloigné.
- Dans l'épisode Lisa Goes Gaga, Moe est fauché par un train, mais revient dans la saison 24.
- Dans l'épisode Les Robots (au Québec), un souvenir montre que Moe se fait écraser par l'éléphant de Mrs. Burns qui arrive en ville alors qu'il voulait le flatter. Cela serait la cause de sa laideur.
- Il serait le fils d'une sorcière, c'est du moins ce que l'on en déduit quand il montre à Homer une photo de sa mère qui est effectivement une sorcière en lui révélant "de l'eau ? Ma mère en a bu une fois, ça l'a tuée".
- Dans l'épisode Adulte une fois, alors que Bart et Milhouse lui demandent "comment on fait les bébés ?", il dit que sa mère a été frappée par une malédiction et l'a porté pendant cinq ans avant qu'il ne naisse en sortant les pieds en avant et en étant en feu. Il leur montre d'ailleurs la queue qu'il avait à sa naissance, qu'il conserve en bocal en souvenir.
- Moe est chirurgien à ses heures perdues.
- Moe serait atteint de la syphilis.